# Per Björkman (militär)
Per Anton Björkman, född 3 november 1919 i Uppsala församling i Uppsala län, död 7 april 2014 i Enköpings församling i Uppsala län, var en svensk militär.

## Biografi
Björkman avlade studentexamen i Strängnäs 1939. Han avlade officersexamen vid Krigsskolan 1942 och utnämndes samma år till fänrik vid Södermanlands pansarregemente, varefter han utnämndes till löjtnant vid Göta pansarlivgarde 1944. I början av sin karriär idkade han studier i pansartaktik i Västtyskland, Frankrike, Storbritannien, Nederländerna, Schweiz och USA. Han studerade vid Krigshögskolan 1950–1952, befordrades till kapten vid Göta pansarlivgarde 1952, var generalstabsaspirant 1953–1955 och tillhörde Generalstabskåren 1955–1959. Han befordrades till major 1960, varpå han var lärare vid Militärhögskolan 1960–1962, var chef för Pansaravdelningen vid Arméstaben 1962–1966, befordrades till överstelöjtnant 1964 och var chef för Norrbottens pansarbataljon 1966–1967. År 1967 befordrades han till överste, varpå han var chef för Pansartruppskolan 1967–1968 och chef för Skaraborgs regemente 1968–1976. Han befordrades till överste av första graden 1974, varefter han utöver regementschefskapet var befälhavare för Skaraborgs försvarsområde 1974–1976. Björkman var pansarinspektör vid Arméstaben 1976–1980. Han är begravd på Vårfrukyrkogården i Enköping.

## Utmärkelser
- Riddare av Svärdsorden, 1961.[5]
- Kommendör av Svärdsorden, 5 juni 1971.[6]
- Kommendör av första klass av Svärdsorden, 3 december 1974.[7]